# Самнер (округ, Канзас)
Са́мнер (англ. Sumner County) — округ в штате Канзас, США. Официально образован 20 декабря 1870 года. По состоянию на 2012 год, численность населения составляла 23 674 человека.

## География
По данным Бюро переписи США, общая площадь округа равняется 3 068,583 км2, из которых 3 060,891 км2 суша и 2,980 км2 или 0,250 % это водоёмы.

## Население
По данным переписи населения 2000 года в округе проживает 25 946 жителей в составе 9 888 домашних хозяйств и 7 089 семей. Плотность населения составляет 8,00 человек на км2. На территории округа насчитывается 10 877 жилых строений, при плотности застройки около 4,00-ти строений на км2. Расовый состав населения: белые — 94,62 %, афроамериканцы — 0,71 %, коренные американцы (индейцы) — 1,05 %, азиаты — 0,22 %, гавайцы — 0,05 %, представители других рас — 1,29 %, представители двух или более рас — 2,06 %. Испаноязычные составляли 3,58 % населения независимо от расы.
В составе 34,50 % из общего числа домашних хозяйств проживают дети в возрасте до 18 лет, 59,90 % домашних хозяйств представляют собой супружеские пары проживающие вместе, 8,00 % домашних хозяйств представляют собой одиноких женщин без супруга, 28,30 % домашних хозяйств не имеют отношения к семьям, 25,60 % домашних хозяйств состоят из одного человека, 12,40 % домашних хозяйств состоят из престарелых (65 лет и старше), проживающих в одиночестве. Средний размер домашнего хозяйства составляет 2,58 человека, и средний размер семьи 3,10 человека.
Возрастной состав округа: 28,50 % моложе 18 лет, 7,50 % от 18 до 24, 26,20 % от 25 до 44, 22,40 % от 45 до 64 и 22,40 % от 65 и старше. Средний возраст жителя округа 38 лет. На каждые 100 женщин приходится 96,80 мужчин. На каждые 100 женщин старше 18 лет приходится 93,90 мужчин.
Средний доход на домохозяйство в округе составлял 39 415 USD, на семью — 46 739 USD. Среднестатистический заработок мужчины был 36 616 USD против 23 020 USD для женщины. Доход на душу населения составлял 18 305 USD. Около 7,20 % семей и 9,50 % общего населения находились ниже черты бедности, в том числе — 11,20 % молодёжи (тех, кому ещё не исполнилось 18 лет) и 6,80 % тех, кому было уже больше 65 лет.